# Vật liệu siêu nhẹ
Vật liệu siêu nhẹ là chất rắn có khối lượng riêng nhỏ hơn 10 mg/cm3, bao gồm silica aerogel, ống nano carbon aerogel, aerographite, metal foam, polymeric foam và metallic microlattice.

## Thuộc tính
Vật liệu siêu nhẹ là chất rắn có khối lượng riêng nhỏ hơn 10 mg/cm3, bao gồm silica aerogel, ống nano carbon aerogel, aerographite, metal foam, polymeric foam và metallic microlattice. Vật liệu siêu nhẹ được sản xuất để có độ bền lớn ở kích thước siêu nhỏ. Ngoài ra, chúng được thiết kế để không bị nén ngay cả dưới áp suất cực lớn, điều này cho thấy chúng cứng và chắc.
Vật liệu siêu nhẹ còn có đặc tính đàn hồi. Một số vật liệu siêu nhẹ được thiết kế với nhiều lỗ hơn để cho phép khả năng truyền nhiệt tốt hơn, điều này là cần thiết với nhiều vật liệu, chẳng hạn như các đường ống. Trong các thí nghiệm nén, vật liệu siêu nhẹ hầu như luôn cho thấy sự phục hồi hoàn toàn từ các biến dạng vượt quá 50%.

## Ví dụ

### Aerogel
Là vật liệu siêu nhẹ đầu tiên, aerogel được Samuel Stephens Kistler tạo ra lần đầu tiên vào năm 1931.

### Stochastic foam
Graphene foam và graphite foam là những ví dụ về stochastic foam.